# 幕末の外国人襲撃・殺害事件
ここでは、開国後から維新直後にかけて攘夷運動から頻発した、外国人襲撃・殺害事件を述べる。

## 安政4年（1857年）

### ハリス襲撃未遂事件
初代駐日領事に任命されたタウンゼント・ハリスは、安政3年7月21日（1856年8月21日）、下田に到着し、玉泉寺に領事館を構えた。ハリスは大統領親書の提出のために江戸出府を望むが、幕閣では水戸藩の徳川斉昭ら攘夷論者が反対し、江戸出府は留保された。しかし安政4年10月にハリスは出府し、10月21日（1857年12月7日）に将軍徳川家定に謁見した。このハリスの動きに対し、水戸藩郷士堀江芳之助、蓮田東藏、信田仁十郎らがハリスの襲撃を計画したが、目的は果たせなかった。安政4年11月27日（1858年1月11日）、一同は自訴し、同5年4月4日（5月16日）獄に投ぜられた。

## 安政6年（1859年）

### ロシア海軍軍人殺害事件
東シベリア総督ニコライ・ムラビヨフは安政6年7月20日（1859年8月18日）に、7隻の艦隊を率いて江戸に来航し、日露国境策定の交渉を開始した。7月27日、海軍少尉ロマン・モフェトと水兵イワン・ソコロフおよび1人のまかない係が、横浜の波止場近くで突然数人の武装した日本人に襲われた。まかない係は重傷を負ったものの命は取り留めたが、モフェトとソコロフは死亡した。これが幕末の最初の外国人殺害事件である。ムラビヨフは、ラザフォード・オールコックの勧めにもかかわらず、日本に賠償請求をしなかった。6年後の慶應元年（1865年）、水戸天狗党 の一人で敦賀に幽閉中であった小林幸八が実行犯であることを自供し、5月に横浜で磔刑に処された。
なお、この事件の幕府側責任者は当時外国奉行であった水野忠徳であったが、水野は自らは動かず事件の解決を部下に任せていた。この態度が各国外交団から疎まれ、後に文久遣欧使節の候補となりながら、オールコックの同意が得られず、使節に加わることができなかった。

### フランス領事館従僕殺害事件
安政6年10月11日（1859年11月5日）にフランス副領事ジョゼ・ルーレイロの従僕が横浜の外国人居留地で殺害された。従僕は清国人であったが、服装から欧米人と間違えられたとされている。犯人は捕まらず不明。

## 安政7年（1860年）

### 日本人通訳殺害事件
安政7年1月7日（1860年1月29日）、イギリス公使オールコック付きの通訳小林伝吉（洋装しており、有名であった）が、江戸のイギリス公使館の門前に立っているところを2人の侍に背後から刺されて殺害された。犯人は捕まらず不明。

### フランス公使館放火事件
伝吉殺害の翌1月8日、フランス公使館が焼失する。この公使館には誰も住んでいなかったことから、放火であると考えられた。

### オランダ船長殺害事件
2月5日夜8時ごろ、オランダ商船の船長、ヴェッセル・デ＝フォスとナニング・デッケルの2名が横浜の街路上で何者かに襲われ斬殺された。この殺害事件に関しては、イギリス・オランダ・フランスの三国が共同して、被害者1名につき2万5千ドルの賠償金を日本に要求している。結局幕府はオランダに1,700両を支払い、これが日本の外国に対する賠償金支払いの初例となった。

## 万延元年（1860年）

### フランス公使従撲傷害事件
9月17日の夕刻、フランス公使ド・ベルクールの従僕でイタリア人のナタールが、2人の武士に喧嘩を売られ、右腕を切られた。ナタールは拳銃で反撃したため、武士は逃げ去った。公使館には護衛の日本人がいたが、オールコックによると誰もこの犯行を止めようとしなかった。

### マイケル・モース事件
万延元年10月15日（1860年11月27日）、狩猟帰りの英国人マイケル・モースの従僕が、役人らに捕らわれそうになった。江戸城から十里以内での火器の使用は禁じられており、外国人も例外ではなかったからである。モースは従僕を助けようと、役人らを銃でおどした。もみ合っている間に銃が発射され役人の1人が負傷したため、モースは捕縛された。モースは夜中になって釈放されたが、領事裁判所において裁判にかけられ、オールコックから1,000ドルの罰金と国外追放という判決をうけた。モースは後に、香港において、オールコックに対する損害賠償の訴訟を起こし、オールコックは敗訴、モースに2,000ドルを支払っている。
負傷した役人は重傷であり、その家族が復讐を狙っているとの噂が横浜の外国人居留地に広まり、外国人らはしばらくかなり緊張した。

### ヒュースケン殺害事件
ヘンリー・ヒュースケンは安政3年（1856年）からタウンゼント・ハリスの秘書兼通訳を務めていた。ヒュースケンは有能な通訳で、ハリスは他国の外交交渉にもヒュースケンを貸し出していた。万延元年12月4日（1861年1月14日）にプロイセン王国使節宿舎であった芝赤羽接遇所（港区三田）から善福寺への帰途、芝薪河岸の中の橋付近で攘夷派の薩摩藩士、伊牟田尚平・樋渡八兵衛らに襲われ、翌日死去した。幕府はヒュースケンの母・ジョアンネ（ヨアンナ）に1万ドルの弔慰金を支払って事件を落着させた。ヒュースケンは有名人であり、事態を重く見た幕府は、辻番所に外国人保護を訴える標識を立てたり、外国御用出役を新設するなど外国人警護に努めたが、その後も外国人に対する襲撃事件は続いた。

## 文久元年（1861年）

### 第一次東禅寺事件
文久元年5月、イギリス公使オールコックは長崎から江戸へ陸路で旅したが、この行動に対し、尊攘派の志士らは「神州日本が穢された」と憤激した。文久元年5月28日（1861年7月5日）午後10時頃、有賀半弥を首魁とする水戸藩脱藩の攘夷派浪士14名は東禅寺のイギリス公使館内に侵入し、オールコック公使らを襲撃した。外国奉行配下で公使館の警備に就いていた旗本や郡山藩士・西尾藩士らが応戦し、邸の内外で攘夷派浪士と戦闘し双方が死傷者を出した。オールコックは危うく難を逃れたが、書記官ローレンス・オリファントと長崎駐在領事ジョージ・モリソンが負傷した。攘夷派浪士は公使らの殺害に失敗し3人が討取られ、1人が現場で捕縛された。現場から逃走した浪士も、3人は切腹、1人が捕らえられた。事件後、オールコックは幕府に対し厳重に抗議し、イギリス水兵の公使館駐屯の承認、日本側警備兵の増強、賠償金1万ドルの支払いという条件で事件は解決をみた。この事件の後、英国艦隊の軍艦が横浜に常駐するようになった。

## 文久2年（1862年）

### 第二次東禅寺事件
東禅寺警備の松本藩士・伊藤軍兵衛は、東禅寺警備により自藩が多くの出費を強いられていることや、外国人のために日本人同士が殺し合うことを憂い、公使を殺害して自藩の東禅寺警備の任を解こうと考えた。文久2年5月29日（1862年6月26日）、夜中に代理公使ジョン・ニールの寝室に侵入しようとしたが、警備のイギリス兵2人に発見され戦闘になった。伊藤はこれを殺害するも自分も負傷し、番小屋に逃れて翌30日に自刃した。幕府は警備責任者を処罰し、イギリスとの間に賠償金の支払い交渉を行ったがまとまらず、紛糾するうちに生麦事件が発生したために、幕府は翌文久3年4月、生麦事件の賠償金とともに1万ポンドを支払うこととなり、事件は解決を見た。

### 生麦事件
文久2年8月21日 （1862年9月14日）に、横浜近くの生麦村付近において、薩摩藩主の父・島津久光の行列に乱入した騎馬のイギリス人4人に対し、供回りの藩士が斬りつけ、チャールス・リチャードソンが死亡、ウッドソープ・クラークとウィリアム・マーシャルの2名が重傷を負った。この賠償交渉がもつれ、薩英戦争が勃発した。
第一次東禅寺事件以後、英国は横浜に艦隊を常駐させていたが、東インド艦隊司令官ジェームズ・ホープは、攘夷派の強力な取り締まりを幕府に促すため、海上封鎖および一部砲台に対する限定的な攻撃を提案した。この提案は後に本国政府の承認を得ることになるが、このために用意された艦隊が 薩英戦争に転用されることとなった。

### 英国公使館焼打ち事件
品川御殿山は景勝の地で江戸市民の行楽地であったが、各国公使はここに公使館を建設することを要求した。国内からは猛反対が起きたが、結局幕府は列国の要求を呑んだ。新英国公使館は文久2年8月から品川御殿山に建設が開始され、12月にはほぼ完成していた。長州藩士高杉晋作は、優柔不断な幕府に攘夷を決行せざるをえないようにするため、イギリス公使館の焼打ちを計画した。一行は、文久2年12月12日の深夜、厳重な警戒を突破して建築中のイギリス公使館に潜入、井上聞多（後の井上馨）、伊藤俊輔（後の伊藤博文）らが焼玉を使ってこれに放火した。幕府は犯人が長州藩関係者と目星をつけたにもかかわらず、何ら処罰的な行動を起こそうとはしなかった。

## 文久3年（1863年）

### 井土ヶ谷事件
文久3年9月2日（1863年10月14日）、フランス陸軍横浜警備隊員として来日していた陸軍少尉アンリ・カミュが、同僚のフランス陸軍士官とともに、馬で武蔵国久良岐郡井戸谷村十二天社（現神奈川県横浜市南区井戸谷下町井戸谷橋付近）を通行中に浪士数名に襲撃され斬殺された。犯人達は捕縛されず、彼等の素性は不明のままである。フランス公使ド・ベルクールが幕府に強く抗議、外国奉行竹本甲斐守を特使として謝罪のためにフランスに派遣するよう迫った。対策に苦慮した幕府が横浜鎖港談判使節団という名目でフランスに使節を派遣した。このとき、幕府はカミュの遺族に35000ドル支払っている。
イギリス士官アーネスト・サトウは、1866年に著した『英国策論』においてこの事件に触れ、「1863年9月の切害は、現在は大君政府に知れながら、彼らは主人の威力を以て刑罰を逃れた。故にこの条約（日英修好通商条約）は、国家を制御することができない者と結んだということだ」と書いた。

## 元治元年（1864年）

### 鎌倉事件
元治元年10月22日（1864年11月21日）、イギリスの横浜駐屯歩兵第20連隊付き士官ジョージ・ボールドウィン少佐とロバート・バード中尉の2名が、鎌倉で惨殺された。幕府は下手人を捜索していたが、蒲池源八と稲葉丑次郎を捕縛。11月18日、横浜戸部の刑場において斬首した。11月25日、犯人の1人、元谷田部藩士清水清次が捕縛され、11月28日、横浜市中引き回しの後、翌11月29日、戸部にてイギリス守備隊分権隊の見守るなか斬首、吉田橋にて梟首された。翌慶応元年9月11日、清水清次の共犯者、旗本内藤豊助家来間宮一が戸部で斬首、吉田橋で梟首された。

## 慶応2年（1866年）

### 鳶の小亀事件（フランス水兵殺害）
慶応2年2月、酒に酔った2人のフランス水兵が、今の横浜公園にあった港崎町の遊廓に入って乱暴を働いた。乱暴を見かねた力士の鹿毛山長吉が取り押さえ、駆けつけた鳶職の亀吉が鳶口で殴打、1人を即死させた。亀吉は下手人として処刑され、鹿毛山は追放された。

### ハリー・パークス恫喝事件
慶応2年11月25日（1866年12月31日）、イギリス公使ハリー・パークスが江戸の郊外の品川を騎馬で通行中、人吉藩士岩奥八右衛門が道の真ん中に立ちはだかり、刀を少し抜いていて恫喝してきた。パークスと英国人護衛の特務曹長がこれを拘束。英国公使館に連行して捕虜とした。

## 慶応3年（1867年）

### アーネスト・サトウ襲撃事件
慶応3年3月25日（1867年4月29日）英国公使一行は大坂で新将軍徳川慶喜との会見に臨んだが、通訳のアーネスト・サトウと画家のチャールズ・ワーグマンは、その後陸路大坂から江戸に向かった。4月24日、サトウらは近くに例幣使一行が来ているとの噂を聞いた。予定では例幣使は掛川宿を通過し、次の宿に泊まることになっていたので、彼らと遭遇しないよう、英国人一行は先を急ぎ、例幣使と出会う前に掛川宿に到着した。しかし、その夜半、12人ほどの凶漢に宿が襲撃された。護衛の侍が撃退し、サトウらは難を逃れた。彼らを襲ったのが例幣使一行だとわかったのは、中の一人が落としていった提灯によってであった。数ヶ月後、凶漢とこの事件に関係した他の3人の者が江戸に檻送され、審問を受けた結果、2人が死刑（うち1人は獄死）、4人が遠島に処せられた。

### 英国水兵殺害事件（イカルス号事件）
7月6日夜、長崎でイギリス軍艦イカルス号の水兵、ジョン・ホッチングとロバート・フォードの2人が泥酔し丸山の路上に寝込んでいるところを、通りすがりの筑前藩士金子才吉に殺害された。金子は8日に自刃していたが、筑前藩がこれを秘匿した事や、凶行数時間後の未明に、長崎港内に碇泊していた土佐の帆船と汽船が相次いで突然出帆していた事などから、土佐藩の海援隊による犯行と判断したイギリス側は、総領事パークスが公式代表団を土佐まで派遣するなど躍起になって犯人探索に当たるが、当然ながら犯人は挙がらなかった。明治元年（1872年）10月27日に、犯人が金子だったことが判明した。被害者遺族に見舞金が支払われ、金子と同道していた6名の者が禁錮刑に処せられた。なお、土佐藩はこの対応に時間をとられ、薩土盟約が解消されることとなった。

### ヘンリー・スネル襲撃事件
7月15日、オランダ人で、プロイセンのシャルジェ・ダフェール公使の書記官をしていたヘンリー・スネルが弟のエドワードと馬車で江戸に戻ってきたところ、突然、沼田藩士三橋昌が馬の前に飛び出してきた。スネルは馬首を廻らせて男に触れずに通り過ぎようとしたが、馬車が斜め前に来たところで三橋は刀を抜き、スネルの隣に座っていたエドワードに一撃を浴びせようとした。スネルは拳銃で反撃したが、誤って下駄商幸次郎の雇人淺次郎を傷つけてしまった。事件から2日後の17日、 沼田藩は、書面をもって、幕府に、三橋昌を拘禁したことを報告している。

### 英国水兵襲撃事件
9月11日、土佐藩士島村雄二郎が、長崎の江戸町において、泥酔したイギリス人水兵エドワード・ウォーレンの頭部を切り、アメリカ人ジョージ・アンダーソンにも腕に軽傷を負わせた。加害者の島村は「その足ですぐに同藩の役人に自首」し、事件は当局によって公表された。島村は、自分に殺意はなく防御のための抜刀であったと主張し、事件は解決を見ぬまま、幕府の崩壊で立ち消えとなった。

## 慶応4年（1868年）

### 神戸事件
鳥羽・伏見の戦いから日も過ぎない慶応4年1月11日（1868年2月4日）、神戸（現・神戸市）三宮神社前において備前藩（現・岡山県）兵が隊列を横切ったフランス人水兵らを負傷させたうえ、居留地（現・旧居留地）予定地を検分中の欧米諸国公使らに水平射撃を加えた。明治政府初の外交問題となった。この事件により、一時、外国軍が神戸中心部を占拠するに至るなどの動きにまで発展したが、その際に問題を起こした隊の責任者であった滝善三郎が切腹する事で一応の解決を見た。

### 堺事件
慶応4年2月15日（1868年3月8日）、フランス海軍のコルベット艦デュプレクスは堺港に入り、士官以下数十人の水兵が上陸し、市内を徘徊した。土佐藩軍艦府は警備の藩兵に取締を命じ、帰艦を諭示させたが言葉が通じず、混雑もあって水兵側は土佐の隊旗を倒伏して逃亡しようとした。このため、土佐藩側はこれを咄嗟に発砲し、フランス人11人を射殺または海に落として溺死させた。土佐藩側ではフランス人が迷惑不遜行為に及んだための処置であるとした。遺体は16日に引き渡しを終えた。フランス公使レオン・ロッシュは、同じく2月19日に在阪各国公使と話し合い、下手人斬刑・陳謝・賠償などの5箇条からなる抗議書を日本側に提示した。明治政府は事態を憂慮し、イギリス公使ハリー・パークスに調停を求めたが失敗、同月22日に明治政府はやむなく賠償金15万ドルの支払いと暴行者の処刑など全ての主張を飲んだ。同月23日に大阪裁判所の宣告により堺の妙国寺で土佐藩士20人の刑の執行が行われた。立ち会っていたフランス軍艦長デュプティ＝トゥアールは、（フランス人の被害者数と同じ）11人が切腹したところで外国局判事五代才助に中止を要請し、結果として9人が助命された。処刑を免れた橋詰愛平ら9人は、土佐の渡川（四万十川）以西の入田へ配流され庄屋宇賀佑之進預けとなり、その後明治新政府の恩赦により帰郷した。自刃した土佐藩士は妙国寺内に厚く葬られ、遭難したフランス人の碑も神戸市立外国人墓地に建てられた。

### パークス襲撃事件
慶応4年2月30日（1868年3月23日）、イギリス公使ハリー・パークスの一行は明治天皇に謁見するため宿舎の知恩院を出て御所に向かう途上、2人の男に襲撃された。すぐさま護衛の中井弘蔵と後藤象二郎が反撃し、犯人の一人朱雀操を斬殺した。もう一人の犯人である三枝蓊も他の警護兵に重傷を負わされ、逃走しようとした所を捕縛され、襲撃は失敗に終わった。三枝は同年3月4日に斬首された。
護衛として活躍した後藤象二郎にはビクトリア女王からサーベルが進呈された。現在では静嘉堂文庫に所蔵されている。